# Сант'Олчезе
Сант'Олчѐзе (на италиански: Sant'Olcese; на лигурски: Sant'Orçeize, Сант'Орцейзе) е община в Северна Италия, провинция Генуа, регион Лигурия. Разположено е на 155 m надморска височина. Населението на общината е 5911 души (към 2011 г.).
Административен център на общината е градче Пикарело (Piccarello)